# Csánky Gábor
Csánky Gábor (Czanki, Csanky) (Nagyemőke, 1737. szeptember 19. – Sátoraljaújhely, 1806. április 18.) piarista rendi tanár, hitszónok.

## Élete
Nemesi családból származott, elvégezvén a bölcseleti tanulmányokat, 1754-ben a piaristák szerzetébe lépett, a grammatikai osztályt néhány évig tanította s mint magyar hitszónok húsz évig Nyitrán, Debrecenben, Szegeden, Máramarosszigeten, Szentannán (Arad megye), Kecskeméten és Nagykárolyban működött.

## Művei
Főtisztelendő Goffine urnak apostoli és evangyeliomi tudományra oktató könyve. Első és második vagyis Innepi része. Pest, 1790. 1793. (Két kötet.) Harmadik, az az Imádságos része. Kolozsvár, 1798. (Ezt a munkát ő fordította először magyarra, azóta javítva többször és az 50-es években a Szent-István-Társulat kiadásában jelent meg.)
Horányi szerint sajtó alá készen voltak egyházi beszédei is.